# Samir Khalil Samir

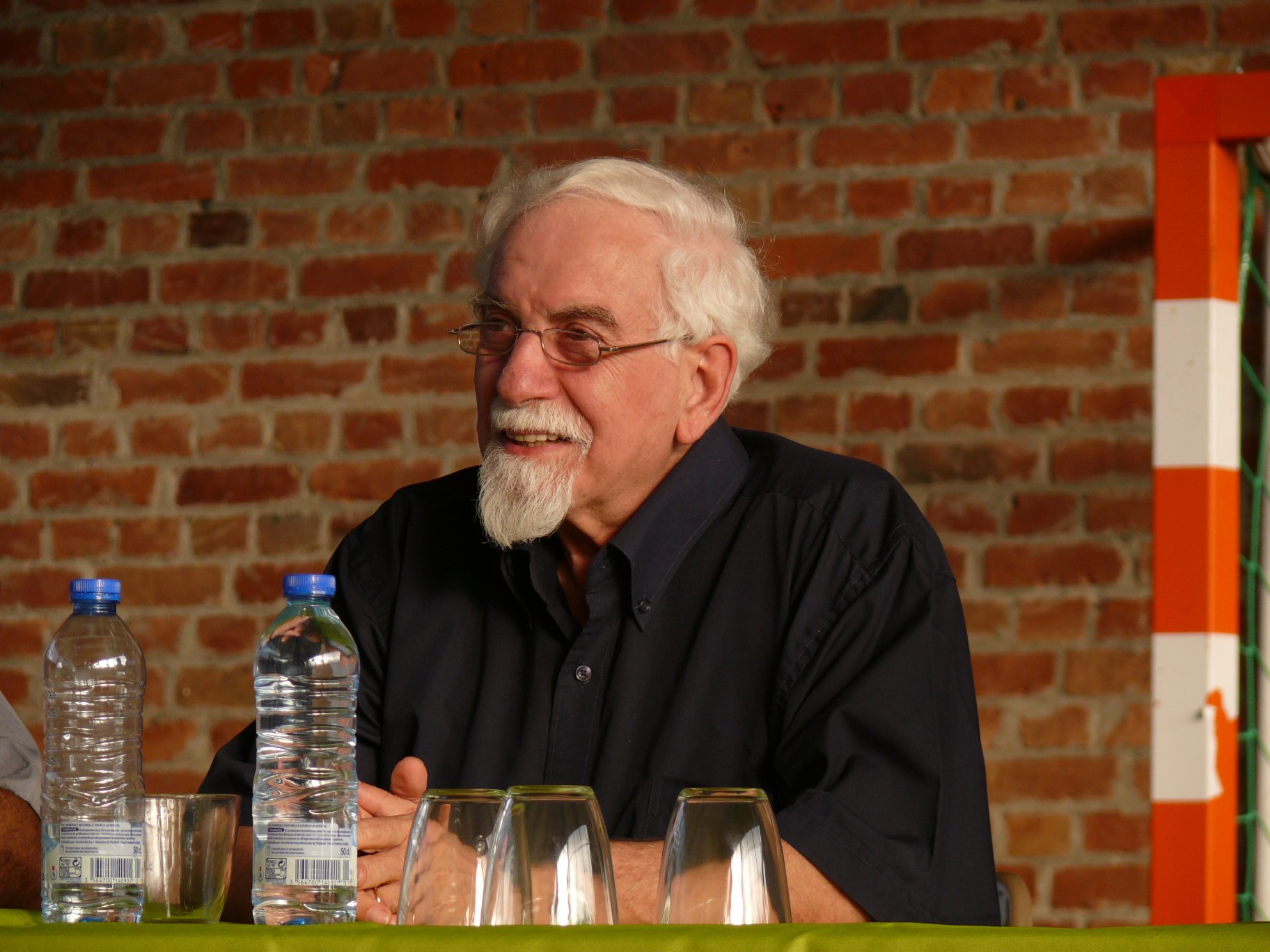
Samir Khalil Samir, 2014

Samir Khalil Samir SJ (arabisch سمير خليل سمير Samir Chalil Samir, * 10. Januar 1938 in Kairo) ist ein ägyptischer Islamwissenschaftler, Semitist, Orientalist und katholischer Theologe.

## Leben
Samir trat 1955 in den Jesuitenorden in Aix-en-Provence ein und nahm das Studium der Philosophie, Theologie und Islamwissenschaft auf. Er promovierte über ein Thema zur orientalischen katholischen Theologie sowie über ein Thema in den Islamwissenschaften. Er hatte Stationen im englischen Birmingham und in den Niederlanden. Danach begründete er 20 Lehrinstitute für Alphabetisierung in Ägypten und lehrte danach für 12 Jahre am Päpstlichen Orientinstitut in Rom. Im Jahre 1986 siedelte er während des Bürgerkrieges in den Libanon über und lehrte dort an der Universität Saint Joseph (USJ) die Fächer Theologie und Islamwissenschaften. Zugleich begründete er das Forschungs- und Dokumentationszentrum CEDRAC in Beirut, welches Literatur zum christlichen Erbe im Nahen Osten sammelt. Er ist zudem Professor am Päpstlichen Orientalischen Institut, Rom, an dem Centre Sèvres de Théologie (Teil des Institut Catholique), Paris, sowie am Maqasid Institute, Beirut, wo er – einmalig in der Welt – auszubildende Imame über das Christentum und am Institut supérieur des sciences religieuses (ISSR) der USJ über muslimische Themen unterrichtet. Er war Gastprofessor an den Universitäten Graz, Tokio, al-Azhar-Universität und Georgetown University, am Zentrum für muslimisch-christliche Verständigung, Washington, D. C.
Am 22. Juni 2009 wurde er durch Papst Benedikt XVI. zum Konsultor für das Generalsekretariat der Bischofssynode berufen.
Bis zur Ernennung des neuen Rektors David Nazar SJ war Samir Khalil Samir von April bis August 2015 Pro-Rektor des Päpstlichen Orientalischen Instituts (PIO) („Orientale“) in Rom.

## Wirken
Samir ist Autor von 40 Büchern und über 500 Artikeln. Er ist Berater von zahlreichen Kirchenvertretern und Politikern in Europa und im Nahen Osten. Er diskutierte aber auch mit den muslimischen Jugendlichen in den Pariser Banlieues über ihren Alltag lange vor den Unruhen im Jahre 2005.
Seine Hauptarbeitsgebiete sind: der christliche Orient, der Islam und die Integration von Muslimen in Europa sowie die Beziehungen zwischen Christen und Muslimen. Im Juli 2006 (während des Libanonkrieges) hat er einen Friedensplan für den Nahen Osten entworfen.

## Werke
- Samir Khalil Samir, Jørgen S. Nielsen (Hrsg.): Christian Arabic Apologetics during the Abbasid Period (750–1258). Brill, Köln 1993, ISBN 90-04-09568-3.
- Cento domande sull’islam. Intervista a Samir Khalil Samir, a cura di Giorgio Paolucci e Camille Eid. Marietti, Genova 2002, ISBN 88-211-6462-4.
- Rôle culturel des chrétiens dans le monde arabe (= Cahiers de l’Orient chrétien. Band 1). Cedrac, 2003, ZDB-ID 2160964-0 (französisch).
- Cien preguntas sobre el islam, Una entrevista a Samir Khalil Samir, realizada por Giorgio Paolucci y Camille Eid. Ediciones Encuentro, Madrid 2003, ISBN 84-7490-689-X.
- 100 Fragen zum Islam: Warum wir die Muslime nicht fürchten müssen. Interviews mit Giorgio Paolucci und Camille Eid.  Sankt Ulrich, Augsburg 2009. ISBN 3-86744-085-9.
- Samir Khalil Samir, Michaela Koller: Muslime und Christen. Geschichte und Perspektiven einer Nachbarschaft. Sankt-Ulrich, Augsburg 2011, ISBN 978-3-86744-180-3.

## Sekundärliteratur
- Rifaat Y. Ebied, Herman G. B. Teule: Studies on the Christian Arabic Heritage: In Honour of Father Prof Dr Samir Khalil Samir Si at the Occasion of His Sixty-Fifth Birthday (= Eastern Christian Studies. Band 5). Peeters, 2005, ISBN 90-429-1464-5.
- Der Friedensplan für den Nahen Osten von Samir Khalil Samir: L’hebdomadaire italien. In: L’Espresso. 28. Juli 2006.
- Hervé Yannou: Le plan de paix en dix points du Vatican. In: Le Figaro. 30. August 2006.

## Preise
- Humboldt-Forschungspreis, 2005
- Vétéran de la Culture au Liban et dans le Monde Arabe, 2007
- Stephanus-Preis, 2018[5]